# Running with Scissors (musikalbum)
Running with Scissors är ett musikalbum från 1999 av den amerikanske artisten "Weird Al" Yankovic. Det är Weird Als tionde album och det första på vars omslag han har sitt nuvarande utseende, med långt, lockigt hår och utan glasögon och mustasch.

## Låtförteckning
1. The Saga Begins (parodi på Don McLeans American Pie. Återberättar handlingen i Star Wars: Episod I – Det mörka hotet)
2. My Baby's In Love With Eddie Vedder
3. Pretty Fly For A Rabbi (parodi på The Offsprings Pretty Fly (for a White Guy))
4. The Weird Al Show Theme (Temat till barnprogram som Weird Al var programledare för under 1997–1998)
5. Jerry Springer (parodi på Barenaked Ladies One Week)
6. Germs (Stilparodi på Nine Inch Nails)
7. Polka Power! (ett polkamedley av följande låtar:
  - Spice Girls – Wannabe,
  - Harvey Dangers – Flagpole Sitta,
  - Pras, Ol' Dirty Bastard & Mýas – Ghetto Superstar (That Is What You Are),
  - Backstreet Boys – Everybody (Backstreet's Back),
  - Smash Mouths – Walkin' on the Sun,
  - Beastie Boys – Intergalactic,
  - Chumbawambas – Tubthumping,
  - Madonnas – Ray of Light,
  - Matchbox Twentys – Push,
  - Third Eye Blinds – Semi-Charmed Life,
  - Marilyn Mansons – The Dope Show,
  - Hansons – MMMBop,
  - Marcy Playgrounds – Sex and Candy, och
  - Semisonics – Closing Time.)
8. Your Horoscope for Today (Stilparodi på Third-wave ska-grupper)
9. It's All About The Pentiums (parodi på Puff Daddys It's All About The Benjamins)
10. Truck Drivin' Song (Stilparodi på viss countrymusik)
11. Grapefruit Diet (parodi på Cherry Poppin' Daddies Zoot Suit Riot)
12. Albuquerque (Stilparodi på Dick's Automotive av Rugburns)

## Medverkande
Band
- "Weird Al" Yankovic – sång, keyboard, dragspel
- Jim West – gitarrer, banjo, körsång
- Steve Jay – basgitarr, körsång
- Jon "Bermuda" Schwartz – trummor, slagverk, körsång

Studiomusiker
- Rubén Valtierra – keyboard (spår 1, 4, 5, 11)
- Kim Bullard – keyboard (spår 6)
- Warren Luening – trumpet (spår 4, 7)
- Joel Peskin – klarinett (spår 3, 7)
- Thomas "Snake" Johnson – tuba (spår 7)
- Bill Reichenbach Jr. – trombon (spår 4)
- Lee Thornburg – trumpet, trombon (spår 8, 11)
- Tavis Werts – trumpet (spår 8)
- Dan Regan – trombon (spår 8)
- Tom Evans – saxofon (spår 8, 11)
- Marty Rifkin – pedal steel-gitarr (spår 10)
- Tom Sauber – fiol (spår 2)
- Pat Sauber – banjo (spår 10)
- Mary Kay Bergman – sång (spår 3)
- Tress MacNeille – sång (spår 3, 5)